# William Claxton Peppé
William Claxton Peppé (geboren 1852 in Indien, evtl. in oder bei Birdpur, damals im Gebiet der britischen Kolonialverwaltung Gorakhpur; gestorben 1936 in England) war Gutsbesitzer und Hobbyarchäologe in Piprāhwā; er lebte im 19. und 20. Jahrhundert zeitweise in Nordindien und Schottland.
Sein Vater war „estate manager in Northern India“. Erzogen wurde er in Aberdeen. Als Farmmanager war William dann wieder bei seinem Vater in Nordindien tätig (1873–1903, 1920–1926).
Seine ab 1897 auf dem Gut durchgeführten Grabungen (mound near the village of Piprāhwā im Distrikt Siddharthnagar des Bundesstaats Uttar Pradesh) führten zur Entdeckung einer Stupa, der später zugeschrieben wurde, die Bestattungsstelle eines Teils der Asche und anderer Hinterlassenschaften des Religionsgründers Siddhartha Gautama Buddha (563–483 v. Chr.) zu sein. Der britische Commissioner of Gorakhpur teilte William Peppé ein Sechstel der dabei gefundenen Juwelen als Eigentum zu. Sein Anteil wurde in den folgenden Jahrzehnten als „die Piprahwa Gems“ bekannt. Peppé verließ Indien und diese Stellung erstmals 1903 und ging wieder nach England.